# Yaxley (Cambridgeshire)
Yaxley – wieś w Anglii, w hrabstwie Cambridgeshire, w dystrykcie Huntingdonshire. Leży 44 km na północny zachód od miasta Cambridge i 113 km na północ od Londynu. Miejscowość liczy 7413 mieszkańców.